# Thronebreaker: The Witcher Tales
Thronebreaker: The Witcher Tales je hra na hrdiny, kterou vyvinula společnost CD Projekt Red. Jedná se o spin-off herní série Zaklínač a funguje jako samostatná součást hry Gwent: The Witcher Card Game pro jednoho hráče. Thronebreaker vyšel v říjnu 2018 pro Microsoft Windows, v prosinci 2018 pro konzole PlayStation 4 a Xbox One, v lednu 2020 pro Nintendo Switch a v červenci 2020 pro iOS, přičemž verze pro Android byla vydána v červnu 2021.

## Hratelnost
Ve 30hodinové kampani hry Thronebreaker se hráč ujímá vlády nad královnou Meve, vládkyní Lyrie a Rivie, během událostí, které předcházely videohře Zaklínač. Jako vůdkyně jednoho ze severních království vede Meve malou opoziční sílu, která musí bojovat a budovat spojenectví, aby získala sever zpět. Hra má systém voleb a následků, které mohou posunout příběh (plně nadabován a vyprávěn bytostí zvanou Vypravěč) jiným směrem nebo ovlivní průběh hry.
Herní svět se skládá z pěti oblastí, které dosud nebyly v sérii Zaklínač prozkoumány: Rivie, Lyrie, Angren, Mahakam a Jižní Aedirn. Průzkum probíhá na několika rozsáhlých mapách s izometrickou perspektivou podobně jako ve hře Baldur's Gate. Armáda královny Meve je reprezentována přizpůsobitelným balíčkem karet a boj probíhá v soubojích podobných hře „Gwent“ s několika rozdíly.
Každý hráč je na tahu a zahraje jednu kartu z ruky, nebo vynechá a ukončí svůj tah. Různé karty mají různou hodnotu, některé z nich mají speciální schopnosti, jež se vzájemně ovlivňují mnoha způsoby. Kdo má po odehrání řad obou hráčů nejvyšší celkovou hodnotu na hrací ploše, vyhrává kolo. Po skončení jednoho kola se všechny zahrané karty odhodí a místo nich se dobírají nové. Cílem je vyhrát dvě ze tří kol.
Udržování spojenectví je pro hru klíčové. Karty hrdinů jsou přítomny pouze po dobu, kdy jsou spojenci s Meve, a jakmile odejdou ze skupiny, balíček opustí.

## Vydání
Thronebreaker měl původně rozšířit hru Gwent: The Witcher Card Game o kampaň pro jednoho hráče, v srpnu 2018 však bylo oznámeno, že bude vydán samostatně. Hra byla vydána 23. října 2018 pro Microsoft Windows a 4. prosince pro herní konzole PlayStation 4 a Xbox One. Verze hry na Nintendo Switch byla vydána 28. ledna 2020. Na mobilech se systémem iOS byl Thronebreaker vydán 9. července 2020 a na mobilech s Androidem se měl objevit na konci roku 2020, vydán byl však až 17. června 2021.

## Kritika
| Agregátor  | Skóre                                                      |
| ---------- | ---------------------------------------------------------- |
| Metacritic | PC: 85/100 PS4: 80/100 XONE: 85/100 NS: 84/100 iOS: 80/100 |

| Udělil            | Skóre  |
| ----------------- | ------ |
| Game Informer     | 8,5/10 |
| GameSpot          | 9/10   |
| GamesRadar+       | [ 1 ]  |
| IGN               | 9,4/10 |
| PC Gamer (US)     | 81/100 |
| TouchArcade       | [ 23 ] |
| The Games Machine | 9,2/10 |
| Slant Magazine    | [ 25 ] |

Hra Thronebreaker: The Witcher Tales byla na recenzní stránce Metacritic hodnocena kladně a obdržela „celkově příznivé“ recenze.